# Katharine Alexander
Katharine Alexander (* 22. September 1898 in Fort Smith, Arkansas; † 10. Februar 1977 oder 10. Januar  1981 oder 9. Februar 1981 in Tryon, North Carolina) war eine US-amerikanische Schauspielerin.

## Leben und Karriere
Katharine Alexander war die Tochter eines Farmers und einer Frau mit Cherokee-Abstammung. Nach dem frühen Tod des Vaters zog ihre Mutter mit ihr nach Baltimore und später nach New York, wobei sie eine aufwendige musikalische Ausbildung erhielt. Bei einem Konzert auf der Violine soll der Produzent Samuel Goldwyn sie für die Bühne entdeckt haben. 1917 machte sie ihr Debüt am Broadway und trat dort als erfolgreiche Bühnenschauspielerin in mindestens zwei Dutzend Produktionen auf, teilweise in Hauptrollen, wobei sie in vielen Boulevardkomödien wie denen von Philip Barry eingesetzt wurde. Im dramatischen Fach erhielt sie 1949, gegen Ende ihrer Karriere, herausragende Kritiken für ihre Darstellung in der ersten britischen Produktion von Arthur Millers Tod eines Handlungsreisenden in London. Darin spielte sie an der Seite von Paul Muni die Linda Loman.
In das Filmgeschäft kam Alexander erst im Jahr 1930, kurz nach Einführung des Tonfilms. Sie war insbesondere in den 1930er-Jahren vielbeschäftigt und spielte bis 1949 in über 40 Filmen; in der Regel erhielt sie dabei substanzielle, im Abspann erwähnte Nebenrollen. Ein Vertrag bei Metro-Goldwyn-Mayer brachte ihr 15.000 US-Dollar im Jahr, damals eine sehr hohe Summe. Sie spielte dabei neben großen Stars wie Greta Garbo in Der bunte Schleier, Gary Cooper in Geheimagent 13 (beide 1934), Bette Davis in That Certain Woman (1937) und Reise aus der Vergangenheit (1942), Charles Laughton in Der Glöckner von Notre Dame sowie Carole Lombard und Cary Grant in Nur dem Namen nach (beide 1939). Zu ihren bemerkenswerteren Filmauftritten zählen Anna von Österreich im Historienfilm Cardinal Richlieu (1935) und die Ehefrau des Kaufmanns John Sutter im Western Sutter's Gold (1936), in beiden Filmen verkörperte jeweils Edward Arnold ihren Ehemann. In der Regel wurde Alexander auf Frauen von charakterlichem und gesellschaftlichem Format besetzt, die meist elegant, nur in wenigen Fällen arrogant wirkten.
Alexander war seit 1926 mit William A. Brady Jr. verheiratet, das Paar hatte eine Tochter namens Barbara (* 1927). Brady Jr. war der Sohn des bekannten New Yorker Theaterproduzenten William A. Brady (1863–1950), außerdem der Halbbruder der oscarprämierten Schauspielerin Alice Brady. Nach dem frühen Tod von Brady Jr. im Jahr 1935 heiratete Alexander nicht wieder. Sie zog sich Anfang der 1950er-Jahre aus dem Schauspielgeschäft ins Privatleben zurück und setzte sich in ihrer Geburtsstadt Ford Smith zur Ruhe, wo sie das Haus ihrer Mutter geerbt hatte und andere Verwandte lebten. Ihr genaues Sterbejahr ist in Internet-Datenbanken umstritten, wobei die Mehrzahl das Jahr 1981 angibt.

## Filmografie
- 1930: Taxi Talks (Kurzfilm)
- 1930: The Hard Guy (Kurzfilm)
- 1933: Should Ladies Behave
- 1934: Die schwarze Majestät (Death Takes a Holiday)
- 1934: Geheimagent 13 (Operator 13)
- 1934: Der Tyrann (The Barretts of Wimpole Street)
- 1934: Der bunte Schleier (The Painted Veil)
- 1935: Enchanted April
- 1935: Nach Büroschluss (After Office Hours)
- 1935: Cardinal Richelieu
- 1935: Alias Mary Dow
- 1935: The Girl from 10th Avenue
- 1935: Ginger
- 1935: Sie heiratet den Chef (She Married Her Boss)
- 1935: Splendor
- 1936: Sutter’s Gold
- 1936: Moonlight Murder
- 1936: The Devil Is a Sissy
- 1936: Reunion
- 1937: As Good as Married
- 1937: The Girl from Scotland Yard
- 1937: That Certain Woman
- 1937: Bühneneingang (Stage Door)
- 1937: Irren ist menschlich (Double Wedding)
- 1938: Rascals
- 1939: The Great Man Votes
- 1939: Irrwege der Liebe (Broadway Serenade)
- 1939: Nur dem Namen nach (In Name Only)
- 1939: Der Glöckner von Notre Dame (The Hunchback of Notre Dame)
- 1939: Three Sons
- 1940: Anne of Windy Poplars
- 1940: Dance, Girl, Dance
- 1941: Play Girl
- 1941: Sis Hopkins
- 1941: Angels with Broken Wings
- 1942: The Vanishing Virginian
- 1942: On the Sunny Side
- 1942: Small Town Deb
- 1942: Reise aus der Vergangenheit (Now, Voyager)
- 1943: Und das Leben geht weiter (The Human Comedy)
- 1945: Küsse und verschweig mir nichts! (Kiss and Tell)
- 1948: For the Love of Mary
- 1949: John Loves Mary
- 1951: Nash Airflyte Theatre (Fernsehserie, Folge Peggy)